# Simulium gutsevitshi
Simulium gutsevitshi är en tvåvingeart som först beskrevs av Yankovsky 1978.  Simulium gutsevitshi ingår i släktet Simulium och familjen knott. Inga underarter finns listade i Catalogue of Life.